# Diocèse de Clifton
Le diocèse de Clifton (Dioecesis Cliftoniensis) est un diocèse suffragant de l'archidiocèse de Birmingham en Angleterre, constitué le 29 septembre 1850. Son évêque actuel est Bosco MacDonald (en), depuis 2024.

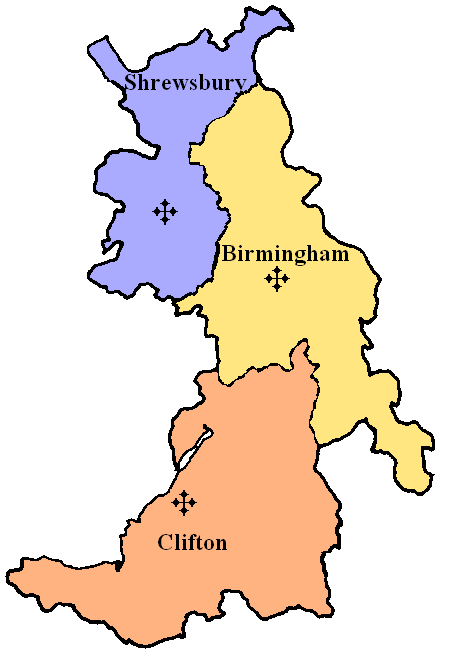
La province ecclésiastique de Birmingham.